# Fürstenberghaus

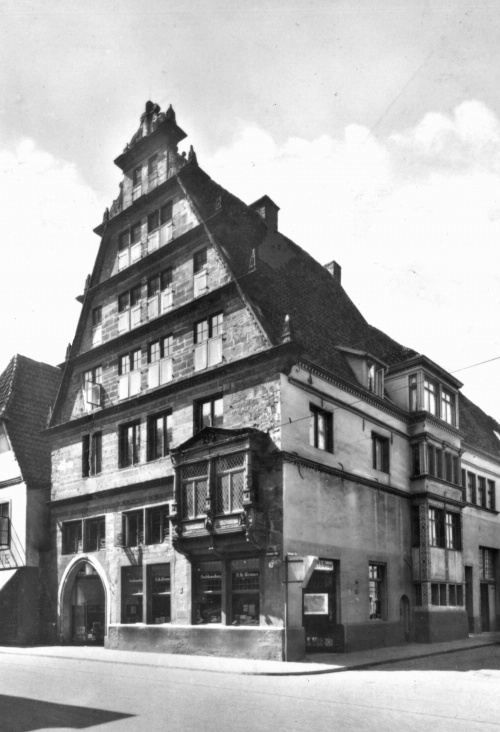
Das 1611 erbaute und 1945 zerstörte Fürstenbergsche Haus in Osnabrück, Johannisstraße 70, Foto: Rudolf Lichtenberg jun. um 1900

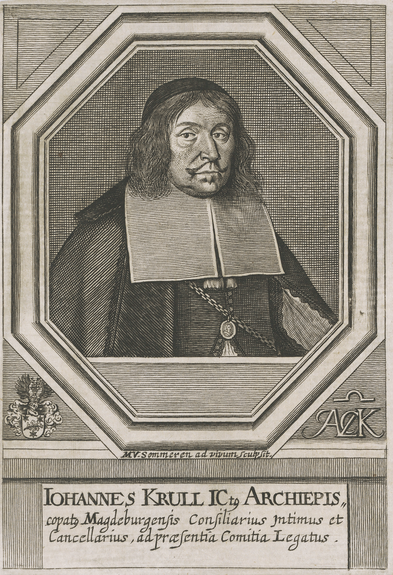
Johann Krull. Kupferstich von Matthias van Sommer, vor 1667

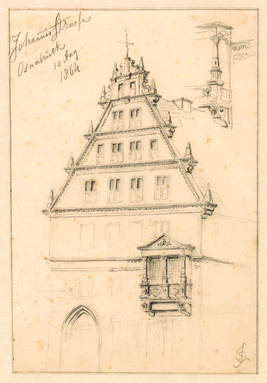
Fassade des Hauses Johannisstraße 70 in Osnabrück, (Fürstenberghof) als Zeichnung von Jan Striening, 1864

Das Fürstenberghaus, erbaut 1611 in der Johannisstraße 70 in Osnabrück, war ein bedeutendes Bürgerhaus der norddeutschen Renaissance. Bauherr war Gotthard Fürstenberg.

## Architektur und Fassadengestaltung
Das stattliche Haus stand an der Ecke Johannisstraße/Kampstraße, heute Johannisstraße/Seminarstraße, mit dem Giebel zur Johannisstraße. Es war dreigeschossig, wobei die linke Seite offenbar ursprünglich eine zweigeschossige hohe Deele beinhaltete. Im ersten Obergeschoss der rechten Seite war ein reich verzierter Renaissanceerker mit zwei Fenstern nach vorn und je einem Fenster zu beiden Seiten. In der früheren Kampstraße gab es zudem eine viergeschossige, ebenfalls reich verzierte und durchfensterte Utlucht, die bis in das Dachgeschoss reichte. Das Obergeschoss kragte zu beiden Straßenseiten hervor. Der Giebel zur Johannesstraße war durch vier Horizontalgesimse gegliedert. Die Gesimse ragten über die Giebelschräge hinaus und trugen dort Obelisken.
Die Bandfriese unterhalb der Gesimse trugen folgende Inschriften aus großen römischen Buchstaben.
An dem der rechten Hausseite vorgebauten Erker befanden sich auf den beiden Feldern der Brüstung zwei nicht näher beschriebene Wappen, die Jahreszahl Anno 1611 und folgende Inschriften:

## Bau- und Nutzungsgeschichte
Der Erbauer des Hauses, Gotthard Fürstenberg (* 1547 in Werne; † 1617 in Osnabrück), war Sohn aus einer Verbindung seines Vaters Gotthards des älteren von Fürstenberg mit einer ehemaligen Leibeigenen des Klosters Cappenberg und führte daher keinen Adelstitel. 1570 studierte er Rechtswissenschaft an der Universität Köln. 1580 war er Beisitzer des geistlichen Hofgerichts Münster, von wo aus er nach Osnabrück berufen wurde.
1586 bis zu seinem Tod im Jahr 1617 war er fürstbischöflicher Kanzler zunächst unter Bischof Bernhard von Waldeck und danach unter Philipp Sigismund von Braunschweig-Wolfenbüttel. Die dominierende Position, die Fürstenberg während seiner 30-jährigen Kanzlerschaft innerhalb der Landesregierung einnahm, fand ihren Niederschlag auch in dem Bau des repräsentativen Hauses Johannisstr. 70. Es gehörte zu den größten bürgerlichen Steinbauten der Stadt in dieser Zeit. Zudem war es als einziges mit Inschriften versehen, die im Umfang sogar die der grundsätzlich inschriftenfreundlicheren Fachwerkhäuser übertreffen.
Während der Friedensverhandlungen zur Beendung des Dreißigjährigen Krieges waren Johann Krull (1610–1668) und der magdeburgische Hauptgesandte Konrad von Einsiedel die Vertreter des ranghöchsten protestantischen Fürsten auf dem Kongress, weswegen die Magdeburger die Führungsrolle (das Direktorium) unter den protestantischen Reichsständen übernahmen. Das bedeutete, dass sie u. a. die Besprechungen der protestantischen Reichsstände leiteten. Nach ihrer frühen Abreise 1647 ging das Direktorium an das Herzogtum Sachsen-Altenburg über. Aufgrund ihrer Führungsrolle benötigte die Gesandtschaft eine größere, repräsentative Unterkunft. Der magdeburgische Gesandtschaftssekretär Christian Werner war bereits 1644 nach Osnabrück gekommen, um ein geeignetes Quartier zu finden. Nach aufwändiger Suche bezog die Gesandtschaft des Herzogs Friedrich Wilhelm II. schließlich das Fürstenberghaus, in dem noch dessen Witwe Elisabeth Schneider lebte. Das Quartier besaß einige repräsentative Räume sowie einen Garten, eine Küche und Wirtschaftsräume. Die Miete belief sich auf 16 Reichstaler monatlich, wobei die konkreten Mietbedingungen erst in einem mühsamen Prozess ausgehandelt werden mussten. Dabei waren nicht nur andere Gesandte wie z. B. der benachbarte Jakob Lampadius eingebunden, sondern auch der Rat der Neustadt. Grund dafür war vor allem, dass sich Werner mit der Vermieterin nicht über die Frage einigen konnte, ob diese sich an den anfallenden Baumaßnahmen finanziell beteiligen sollte. Man wurde sich schließlich doch noch einig und besiegelte den ausgehandelten Mietvertrag per Handschlag.
1864 wurde das Haus von Jan Striening gezeichnet.
1879 wurde das Haus von Wilhelm Mithoff als wichtiges Kunstdenkmal der Provinz Hannover erkannt und beschrieben.

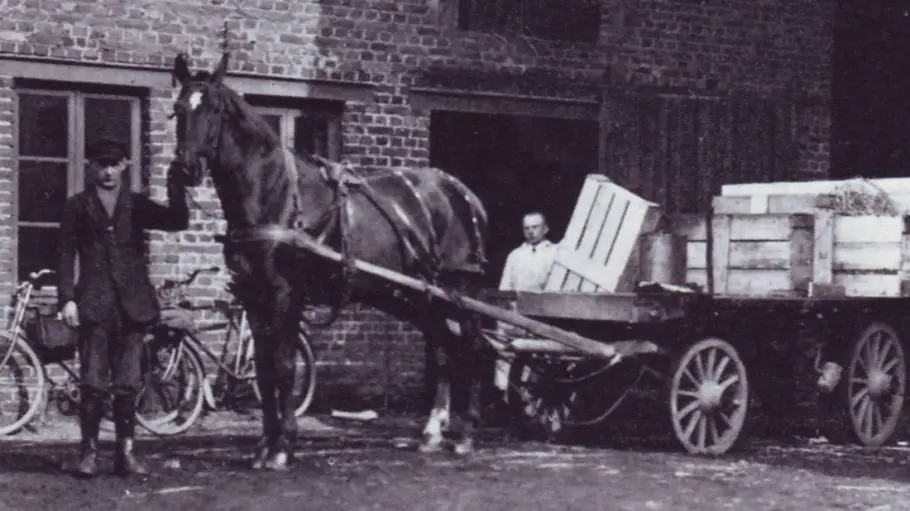
Das als Glaserei genutzte Hinterhaus in der Seminarstraße, um 1900

1899 bis zu seiner Zerstörung 1945 war das Haus Sitz des Glasereibetriebes und der Wohnung der Familie Deppen. Das Haus war damals etwas „anrüchig“, weil im Hinterhaus an der Seminarstraße Wagenschmiere hergestellt wurde und im Nebenhaus eine Fellhandlung ebenfalls intensive Gerüche verbreitete. Gerhard Deppen richtete im Erdgeschoss des Vorderhauses ein Ladenlokal ein. Im Hinterhaus wurden Werkstätten mit Zuschneidetischen und ein Lager untergebracht. Während der Zeit wurde das Haus von Rudolf Lichtenberg junior (1875–1942), der 1891 ein fotografische Atelier von seinem Vater übernommen hatte, fotografiert (s. o.).
Am 12. Januar 1939 eröffnete Heinrich Wenner im Fürstenberghaus die noch bestehende Buchhandlung Wenner. Am 2. März 1945 (Palmsonntag) brannte das Haus beim letzten der 79 erfolgten Luftangriffe auf Osnabrück vollständig aus. „Die Fassade stand bis zum Einmarsch der Engländer, die 4. April 1945 aus dem Süden über die Johannisstraße kamen.“ Während der Besetzung Osnabrücks sollte die Fassade nach Absprache zwischen dem Eigentümer Deppen und dem Baurat der Stadt noch behelfsmäßig abgestützt werden, um das Haus später wieder aufzubauen. Kurze Zeit später wurde die gegenüberliegende ehemalige Mohrenapotheke, ebenfalls ein kunsthistorisch wertvolles Renaissancehaus, gesprengt. Dabei wurde auch die Fassade des Fürstenhauses umgeworfen. Die Ruinen wurden in der Nachkriegszeit abgetragen, und das Grundstück wurde neu bebaut. Die noch erhaltenen Schmucksteine sollten zunächst auf dem städtischen Bauhof gelagert werden, wurden dann aber beim Wiederaufbau der Hasebrücke verwendet.